# Demon City Oni Goroshi
 (juillet 2025).

Demon City Oni Goroshi est un film d'action japonais réalisé par Seiji Tanaka sorti en 2025 sur Netflix. Il s'agit d'une adaptation du manga Oni goroshi de Masamichi Kawabe.

## Synopsis
Shûhei Sakata, un tueur à gage, décide de raccroché pour préserver sa famille. Malheureusement, le chef d'un clan mafieux en a décidé autrement...

## Fiche technique
- Titre original : Oni goroshi
- Titre français : Demon City Oni Goroshi
- Réalisation et scénario : Seiji Tanaka
- Musique : Tomoyasu Hotei
- Décors : Norifumi Ataka
- Photographie : Kohei Kato
- Montage : Zensuke Hori
- Société de distribution : Netflix
- Pays de production : Japon
- Langue originale : japonais
- Format : couleur
- Genre : action
- Durée : 106 minutes
- Date de sortie : 27 février 2025

## Distribution
- Tôma Ikuta : Shûhei Sakata
- Masahiro Higashide : Kanta Fase
- Miou Tanaka : Homare Takemoto
- Ami Tôma : Ryô
- Taro Suruga : Akira Fujita
- Mai Kiryu : Aoi
- Naoto Takenata : Haruo Kawano
- Takuma Otoo : Yoshihito Takigawa
- Masanobu Takashima : Kôtarô Shinozuka
- Matsuya Onoe : Ryû Sonohara
- Jason Her : Keniko